# Лисогубівка
Лисогу́бівка — село в Україні, у Попівській сільській громаді Конотопського району Сумської області. Населення становить 102 осіб. До 2020 орган місцевого самоврядування — Вирівська сільська рада.

## Географія
Село Лисогубівка знаходиться на лівому березі річки Сейму в місці впадання в неї річки Єзуч, нижче за течією на відстані 1,5 км розташоване село Таранське. Поруч проходить залізнична лінія Середина-Буда — Конотоп, зупинний пункт Річка Сейм.

## Історія
- 22 жовтня 1687 року відомий представник козацько-старшинського роду Лизогубів - бунчужний війська запорізького Лизогуб Юхим Якович — одержав від гетьмана Івана Мазепи універсал на землі біля озера Вороновського і почав влаштовувати Лизогубські хутори. Пізніше вони належали його сину, відомому конотопському сотнику Андрію Лизогубу. У цьому роду були сотники, полковники, наказні гетьмани та революціонери. З їхнім іменем пов'язують так званий «Лизогубівський літопис», складений у 1742 році, що охоплював події в Україні з початку XVI століття до 1737 року.
- Село постраждало внаслідок геноциду українського народу, проведеного окупаційним урядом СССР 1932—1933 та 1946-1947 роках.

## Пам'ятки
Єзуцький — ландшафтний заказник місцевого значення.